# Scenute d'Atripe
San Scenute (Shenalolet, 348 circa – Sohag, 466 circa) è stato un religioso e scrittore egiziano.
È venerato come santo dalla Chiesa ortodossa copta.

## Biografia
Scenute (dal copto figlio di Dio, in greco Skenutes), nacque nel 348 in un villaggio chiamato all'epoca Shenalolet. Suo padre era un agricoltore e possedeva una morra di pecore. Per mancanza di un aiuto pastore onesto, i genitori mandarono il giovane Scenuda a pascolarle. Una notte, sotto un albero di sicomoro il pastore vide il giovane pregare attorniato da dieci lampade ardenti. Presto entrò nel "Monastero Bianco" a Sohag, nella Tebaide, fondato e retto da suo zio, San Pigol. Dal 383 successe allo zio in qualità di priore del monastero, che consisteva in un doppio complesso in cui vivevano 2200 monaci e 1800 monache. Nel 431 partecipò al Concilio di Efeso come accompagnatore del vescovo Cirillo. Tradizioni agiografiche narrano che morì centenario nel 466.
Scenute è considerato il più grande scrittore copto a noi noto e ci ha lasciato numerosi scritti nel dialetto sahidico della lingua copta. Per lo più sermoni ed epistole, volti contro ogni forma di superstizione, paganesimo e rilassatezza; caratterizzati da un'ispirazione ardente ed uno stile vigoroso e concitato.
Scenute fu un rigidissimo moralizzatore della vita monastica e laica. Energico riformatore della chiesa, propugnò uno stile di vita austero e semplice. Nella sua regola si limitò ad imporre il divieto di rubare, mentire, fornicare e di nascondersi ai fratelli. Le mancanze lievi erano punite con pene corporali. Le colpe gravi erano punite con l'espulsione.
Pare che Scenute non avesse grande stima per l'erudizione, vedendo in essa una possibile fonte di superbia.
Sarà il monachesimo occidentale fondato da San Benedetto a introdurre l'amore per lo studio e per la cultura anche "profana" all'interno dei monasteri.

## Culto
San Scenute viene commemorato dalla Chiesa ortodossa copta il 14 luglio, ovvero il settimo giorno del mese di Abib del calendario copto.
Il penultimo patriarca ortodosso di Alessandria d'Egitto Sua Santità Papa Shenuda III ha scelto il suo nome in onore di questo santo.

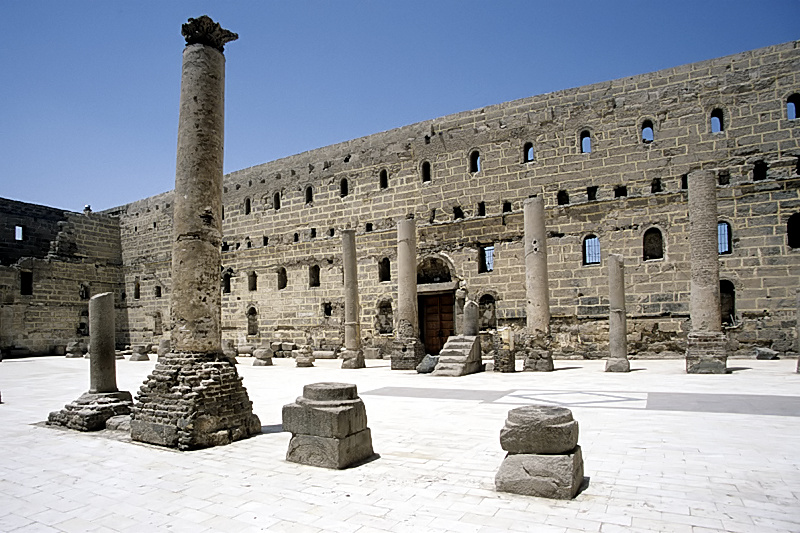
Rovine del Monastero Bianco